# Pompéry Béla
Pompéry Béla (Balatonbozsok, 1918. július 27. – Budapest, 2015. május 23.) jogász, vízicserkész vezetőtiszt, könyvvizsgáló, a magyar számítástechnika egyik úttörője, az NJSZT felügyelőbizottságának egykori elnöke, az Informatika Történeti Fórum tiszteletbeli elnöke.

## Életpályája
A soproni és a budapesti bencés gimnáziumba járt. 1931-ben cserkésszé avatták. 1935-ben megnyerte az országos vízicserkész versenyt. 1936-ban érettségizett. 1938-ban az országos vízicserkész verseny rendezője volt. 1940-ben elvégezte Pázmány Péter Tudományegyetemet. Ezután a budapesti adóhivatalban dolgozott. A második világháborúban amerikai fogságba esett, ahonnan 1945 őszén szabadult. A cserkészet betiltásáig vezetőtiszt volt. Fogalmazóként dolgozott Budapesten, majd 1949-től, amikor politikai okokból elbocsájtották, anyagkönyvelő, üzemkönyvelő, faipari vállalatoknál több évig főkönyvelő volt. Közben megszerezte az üzemkönyvelői és mérlegképes könyvelői képesítést. Ezután a Vegyipari Trösztnél és annak utócégeinél számítástechnikával foglalkozott 1988-as nyugdíjazásáig. Több éven keresztül a Nemzetközi Duna-túra egyik szervezője és vezetője volt.

## Munkássága
1959-ben a Pénzügyminisztérium Szervezési és Ügyvitelgépesítési Intézeténél helyezkedett el, ahol ügyvitelszervezéssel foglalkozott. Magyarországon az elsők között volt, aki az ügyviteli feladatokat könyvelőautomatákkal végezte. Bejárva a kelet-európai országokat, mindenhol a könyvelőautomaták, számlázógépek érdekelték. Megtanulta a gépi kódú programozást, és elsajátította az Algol-60 programozási nyelvet. Átkerülve a vegyiparba számos programot fejlesztett kollégáival. 1965-től részt vett a magyarországi vegyipar egységes információs rendszere, a VIR létrehozásában. Ennek alapelveit és módszertanát azután számos magyarországi egyetem posztgraduális képzésén oktatta is.

### Művei
- Járjuk a vizet, Budapest, 1941.
- Tipizált vállalati információs rendszer. Iparági szinten egységes számítógépes szervezés, Budapest, 1981.

## Kitüntetései, díjai
- Neumann-díj, 2000[1]
- NJSZT Életműdíj, 2008[2]